# 北川圭子
北川 圭子（きたがわ けいこ、1952年 - ）は、日本の建築学者。郡山女子大学家政学部人間生活学科名誉教授。インテリアプランナー。北海道出身。

## 経歴

### 学歴
- 1976年（昭和51年） - 北海道工業大学工学部建築工学科卒業
- 1977年（昭和52年） - 北海道工業大学工学部研究生
- 2005年（平成17年） - 北海道工業大学大学院工学研究科博士後期課程修了（工学博士）

### 職歴
- 1993年（平成5年）札幌理工学院専門学校建築学部助教授に着任後、同教授を経る。
- 2005年（平成17年） - 郡山女子大学家政学部人間生活学科助教授
- 2007年（平成19年） - 同大学家政学部人間生活学科准教授
- 2008年（平成20年） - 同大学家政学部人間生活学科教授
- 2008年（平成20年） - 札幌理工学院建築学部兼任教授（~2013年）
- 2018年（平成30年） - 郡山女子大学名誉教授。北海道工業大学工学部建築学科客員教授

## 専門（研究・活動内容等）

### 研究概要

#### 研究分野
- 住居学
- 建築設計製図
- インテリアデザイン

#### 研究テーマ
- 快適な住生活を考える。日本住宅の歴史、特徴の研究。

## 所属学会
- 日本建築学会
- 日本家政学会
- こども環境学会

## 著書
- ガウディの奇跡 評伝・建築家の愛と苦悩（アードダイジェスト:2003年1月） ―ISBN 4-900455-79-2
- ダイニング・キッチンはこうして誕生した 女性建築家第一号浜口ミホが目指したもの（技報堂出版:2002年1月） ―ISBN 4-7655-4430-3
- ガウディの生涯 バルセロナに響く音（朝日新聞社:1993年5月） ―ISBN 4-02-260767-X
- ガウディの夢 愛と幻想の建築家のものがたり（金の星社:1989年12月） ―ISBN 4-323-01241-1